# Władysław Łoskiewicz
Władysław Piotr Łoskiewicz (ur. 29 grudnia 1891 w Petersburgu, zm. 4 sierpnia 1956 w Rabce) – polski uczony, specjalista w dziedzinie metaloznawstwa i obróbki cieplnej stali.

## Życiorys

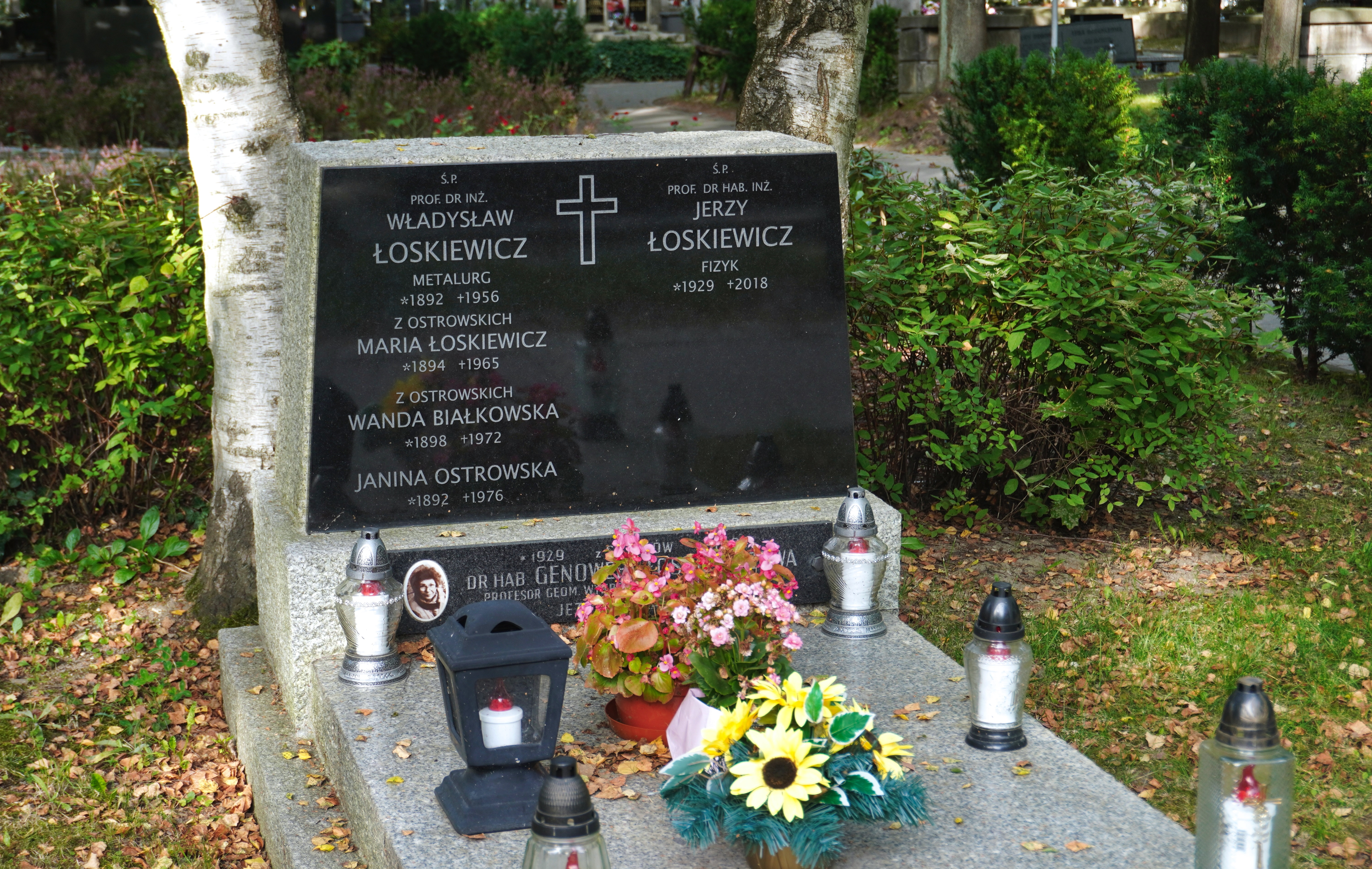
Grób prof. Władysława Łoskiewicza na cmentarzu Rakowickim w Krakowie

Syn Stanisława. Uczęszczał do Gimnazjum św. Anny w Petersburgu, które ukończył w 1909. Następnie studiował na Oddziale Elektrochemicznym Wydziału Metalurgicznego Instytutu Politechnicznego w Petersburgu. W 1917 obronił pracę dyplomową i uzyskał tytuł inżyniera metalurga. Studia uzupełnił na paryskiej Sorbonie. Od 1 maja 1920 był kierownikiem laboratorium w Wielkopolskiej Hucie Miedzi w Poznaniu. Od 1923 wykładał na Akademii Górniczej w Krakowie. Początkowo pracował jako asystent w Katedrze Metalografii na Wydziale Hutniczym. W 1929 roku na podstawie pracy „Cementacja miedzi, srebra i złota berylem, krzemem i borem” uzyskał doktorat, a następnie profesurę nadzwyczajną (1931) i profesurę zwyczajną (1936). W latach 1945–1956 kierował Katedrą Metalurgii i Obróbki Termicznej. Był prodziekanem Wydziału Hutniczego (1936–1938) i Wydziału Metalurgicznego (1951–1952) oraz dziekanem Wydziałem Hutniczego (1934–1936 i 1948–1950). Kierował też biblioteką uczelnianą (1945–1947). Od listopada 1939 do czerwca 1942 pracował jako robotnik  w warsztatach naprawczych maszyn rolniczych. Później przeniósł się do Końskich i zatrudnił się w laboratorium Odlewni „Neptun” do sierpnia 1943. Zagrożony aresztowaniem i wywiezieniem na prace do Niemiec, uciekł do Krakowa. Od sierpnia 1943 roku do stycznia 1945 wykładał w Państwowej Szkole Technicznej Górniczo-Hutniczo-Mierniczej, zorganizowanej przez rektora AG prof. Walerego Goetla, ponadto współpracował z Staatliche Technische Prüfanstalt. Organizator przemysłu metali lekkich po II wojnie światowej. Publikował z zakresu przerobu metali lekkich i ich stopów.
Był mężem Marii z Ostrowskich (1894–1965).
Zmarł w Rabce, pochowany na cmentarzu Rakowickim w Krakowie (kwatera LXIX-płd-3 ostatni).

## Publikacje
- Prace nad mosiądzami (t. 1–2, 1934–36)
- Lekkie metale (1949)
- Zarys metalurgii i przeróbki plastycznej (1953)

## Ordery i odznaczenia
- Krzyż Kawalerski Orderu Odrodzenia Polski (28 września 1954)[2]
- Złoty Krzyż Zasługi (15 listopada 1946)[5]
- Medal 10-lecia Polski Ludowej (15 stycznia 1955)[6]